# Гуннская речь

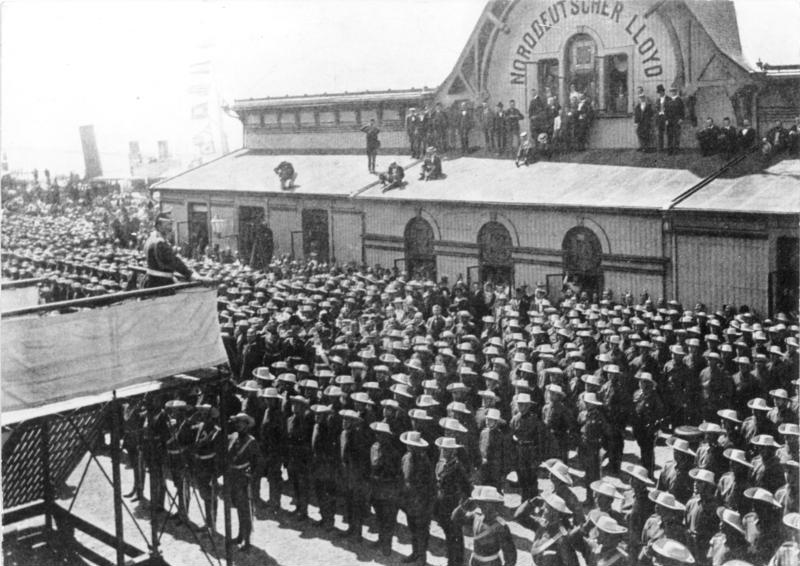
«Гуннская речь» кайзера Вильгельма II. Проводы германского экспедиционного корпуса в Китай. Бремерхафен. 27 июля 1900 года

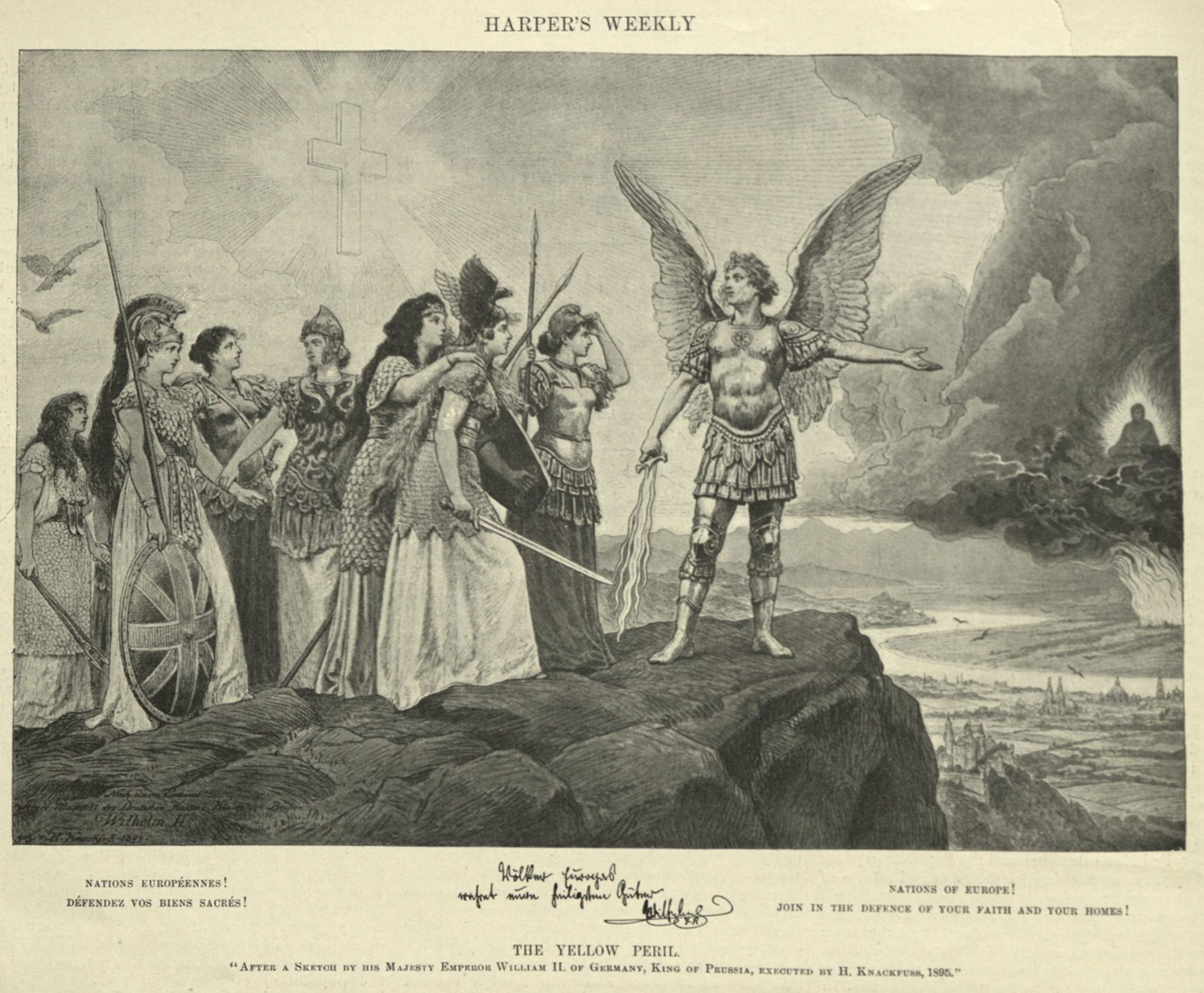
Народы Европы, охраняйте свои священные блага. Рисунок Германа Кнакфуса по эскизу кайзера Вильгельма II. 1895

«Гуннская речь» (нем. «Hunnenrede») — речь германского императора Вильгельма II 27 июля 1900 года в Бремерхафене на церемонии проводов немецкого восточноазиатского экспедиционного корпуса в Китай для подавления Ихэтуаньского восстания. Резкое по своему содержанию выступление кайзера во время Первой мировой войны использовали в своих пропагандистских целях страны Антанты.
Весной 1900 года агрессия в отношении иностранцев и китайских христиан достигла своего пика, выразившегося в осаде посольского квартала в Пекине. 20 июня на улице среди бела дня расстреляли посла Германии в Китае Клеменса фон Кеттелера. Попытка британцев снять осаду с посольского квартала потерпела неудачу, после чего шесть европейских стран, а также США и Япония направили в Китай экспедиционную армию. На церемонии проводов германского контингента в порту Бремерхафена Вильгельм II и произнёс «гуннскую речь», которая была отнюдь не единственной по этому поводу.

Текст «гуннской речи» сохранился в нескольких вариантах. Ключевой пассаж о гуннах звучал следующим образом: 
Как выйдете на врага, он будет разбит. Пощады не давать! Пленных не брать! Обречён тот, кто попадёт вам в руки! Как тысячу лет назад гунны прославились под руководством короля Аттилы, который и сейчас предстаёт исполином в преданиях и сказках, так и имя „немцы“ на тысячу лет утвердится в Китае так, что ни один китаец никогда не отважится косо взглянуть на немца.
 Приводить гуннов в пример германским солдатам было неудачной по своей противоречивости идеей Вильгельма II: гунны были той самой «жёлтой опасностью», бороться с которой призывал кайзер.
В «гуннской речи» кайзер Вильгельм II призвал германские войска к мщению и беспощадной войне в Китае. Об однозначном отношении кайзера к «жёлтой угрозе» свидетельствует аллегорический рисунок «Народы Европы, охраняйте свои священные блага» 1895 года, выполненный по эскизу Вильгельма II художником Германом Кнакфусом. После убийства германского посла Вильгельм II посчитал для себя возможным выразиться в публичной речи так резко, в нарушение норм международного права. Он действовал полностью в нормах колониальной войны, не предоставлявшей никаких прав противнику. Такой подход в отношении восставших китайцев поддержали политики и журналисты других европейских стран, участвовавших в экспедиции в Китай, и выражали своё возмущение тем, что колония смела оказывать сопротивление опережающим их в развитии европейцам. Но так далеко, как император Германии, никто не заходил. Благодаря радикальной риторике Вильгельма II военные действия в Китае действительно велись с исключительной жестокостью — всеми, не только немцами.
Речь Вильгельма II была импровизацией, её рукописи не сохранилось, возможно, и не существовало. В тот же день было опубликовано несколько редакций речи: в косвенном изложении, в смягчённом варианте без упоминания гуннов, утверждённом статс-секретарём министерства иностранных дел Бернгардом фон Бюловым, и в стенограмме, опубликованной рядом северогерманских газет. До середины 1970-х годов в изданиях речей кайзера Вильгельма II «гуннская речь» публиковалась исключительно в «смягчённом» варианте.
Как внутри страны, так и за рубежом «гуннскую речь» Вильгельма II не только поддержали, но и подвергли критике. Сравнение с гуннами использовалось как метафора ведения жестокой войны. В германских газетах публиковались солдатские письма, повествовавшие об эксцессах во время боевых действий в Китае, которые прозвали «гуннскими письмами». Депутат рейхстага Фридрих Науман, выступивший в защиту военной интервенции в Китае, получил прозвище «гуннский пастор». С началом Первой мировой войны британская пропаганда подхватила метафору о гуннах и превратила их в синоним немцев и их варварского поведения. В Британии немцев стали называть гуннами. Реквизированные у Германии пароходы в Великобритании назывались «гуннскими».